# サンイシドロ競馬場
サンイシドロ競馬場（西: Hipódromo de San Isidro）はアルゼンチン共和国のブエノスアイレス郊外にある競馬場である。

## 概要
1935年に開場。
パレルモ競馬場と共にアルゼンチンを代表する競馬場である。
コース形態は1周左回り2783mで、直線1000mのコースを備えてある。
1994年にダートコースが設置された。
競馬以外にも数多くの有名アーティストが当地でライブを行っている。

## 主な競走
- 2000ギニー大賞
- アルゼンチンジョッキークラブ大賞
- 1000ギニー大賞
- エンリケアセバル大賞
- スイパチャ大賞
- フェリクス・デ・アルザガ・ウンセ大賞
- サンイシドロ大賞
- 5月25日大賞
- カルロスペレグリーニ大賞